# Séquences de Mestre Bimba
 (mai 2023).
Si vous disposez d'ouvrages ou d'articles de référence ou si vous connaissez des sites web de qualité traitant du thème abordé ici, merci de compléter l'article en donnant les références utiles à sa vérifiabilité et en les liant à la section « Notes et références ».
Les séquences de Mestre Bimba sont des séquences de mouvement utilisés en capoeira. Mestre Bimba, le créateur de la Capoeira Regional, est le premier à avoir créé et utilisé ce type de méthode d'enseignement en capoeira dans les années 1930. En mettant en forme une série simple d'attaques, de défenses et de contre-attaques, Bimba a permis aux débutants d'apprendre à jouer en leur donnant plus de motivation et de sécurité.
Dans le contexte actuel, l'enseignement du jeu est faite de manière structurée, et les huit séquences créées par Mestre Bimba sont toujours l'une des méthodes pour apprendre la Capoeira Regional.
À l'origine, les séquences devaient être faites à partir de la ginga, sur un rythme lent. De cette manière, on minimisait le risque d'accidents et cela facilitait la mémorisation. Une fois que les coups étaient exécutés sans grandes difficultés, on augmentait la rapidité d'exécution jusqu'à arriver au rythme du São Bento grande da Regional, créé par Mestre Bimba pour le jeu entre ses élèves. Après avoir fait la séquence, le couple de joueurs devait la refaire de l'autre côté (ce qui avait été fait avec la jambe gauche devait être réalisé avec la jambe droite, et vice-versa).
Depuis, la capoeira a évolué et les mouvements ne se font plus exactement de la même manière. Voici donc les 8 séquences réactualisées de Bimba :
| CAPOEIRISTE 1                 | CAPOEIRISTE 2                    |
| ----------------------------- | -------------------------------- |
| 1. Première séquence          |                                  |
| Meia-lua de frente            | Cocorinha                        |
| Meia-lua de frente com armada | Cocorinha → Negativa de Bimba    |
| Desencaixa o pé → Aú          | Cabeçada                         |
| Leque → Rolê                  |                                  |
|                               |                                  |
| 2. Deuxième séquence          |                                  |
| Queixada                      | Cocorinha                        |
| Queixada                      | Cocorinha → Armada               |
| Cocorinha → Bênção            | Negativa de Bimba                |
| Desencaixa o pé → Aú          | Cabeçada                         |
| Leque → Rolê                  |                                  |
|                               |                                  |
| 3. Troisième séquence         |                                  |
| Martelo                       | Rasteira em pé                   |
| Martelo                       | Rasteira em pé → Armada          |
| Cocorinha → Bênção            | Negativa de Bimba                |
| Desencaixa o pé → Aú          | Cabeçada                         |
| Leque → Rolê                  |                                  |
|                               |                                  |
| 4. Quatrième séquence         |                                  |
| Godeme                        | Bloqueio                         |
| Godeme                        | Bloqueio → Galopante             |
| Arrastão                      | Negativa de Bimba                |
| Desencaixa o pé → Aú          | Cabeçada                         |
| Leque → Rolê                  |                                  |
|                               |                                  |
| 5. Cinquième séquence         |                                  |
| Arpão                         | Cabeçada                         |
| Joelhada                      | Negativa de Bimba                |
| Desencaixa o pé → Aú          | Cabeçada                         |
| Leque → Rolê                  |                                  |
|                               |                                  |
| 6. Sixième séquence           |                                  |
| Meia-lua de compasso          | Cocorinha → Meia-lua de compasso |
| Cocorinha → Joelhada          | Negativa de Bimba                |
| Desencaixa o pé → Aú          | Cabeçada                         |
| Leque → Rolê                  |                                  |
|                               |                                  |
| 7. Septième séquence          |                                  |
| Armada                        | Cocorinha → Armada               |
| Cocorinha → Bênção            | Negativa de Bimba                |
| Desencaixa o pé → Aú          | Cabeçada                         |
| Leque → Rolê                  |                                  |
|                               |                                  |
| 8. Huitième séquence          |                                  |
| Bênção                        | Negativa de Bimba                |
| Desencaixa o pé → Aú          | Cabeçada                         |
| Leque → Rolê                  |                                  |

Une fois ces séquences maitrisées, les élèves formés devaient en apprendre une nouvelle : la cintura desprezada.